# Petrol Ofisi SK
Petrol Ofisi Spor Kulübü (of simpelweg Petrol Ofisi SK) is een voormalig sportclub opgericht in 1954 te Ankara, de hoofdstad van Turkije. De clubkleuren waren rood en wit en de club werd opgericht door de Turkse oliemaatschappij Petrol Ofisi.
Petrol Ofisi SK heeft in het seizoen 1994/1995 één seizoen in de Süper Lig gevoetbald. De ploeg werd dat jaar, met acht winstpartijen en vijf remises, zeventiende en één-na-laatste, waardoor het gelijk weer degradeerde. Petrol Ofisi SK hield later, wegens financiële problemen, op met bestaan.

## Gespeelde divisies
Süper Lig: 1994-1995
TFF 2. Lig: 1982-1994, 1995-1999
TFF 3. Lig: 1999-2001
TFF 4. Lig: 2001-2002